# Dendropsophus rubicundulus
Dendropsophus rubicundulus là một loài ếch thuộc họ Nhái bén.
Loài này có ở Bolivia, Brasil, và Paraguay.
Môi trường sống tự nhiên của chúng là xavan ẩm, vùng cây bụi ẩm khu vực nhiệt đới hoặc cận nhiệt đới, vùng cây bụi nhiệt đới hoặc cận nhiệt đới vùng đất cao, đồng cỏ nhiệt đới hoặc cận nhiệt đới vùng ngập nước hoặc lụt theo mùa, đầm nước ngọt, và đầm nước ngọt có nước theo mùa.
Chúng hiện đang bị đe dọa vì mất môi trường sống.

## Hình ảnh

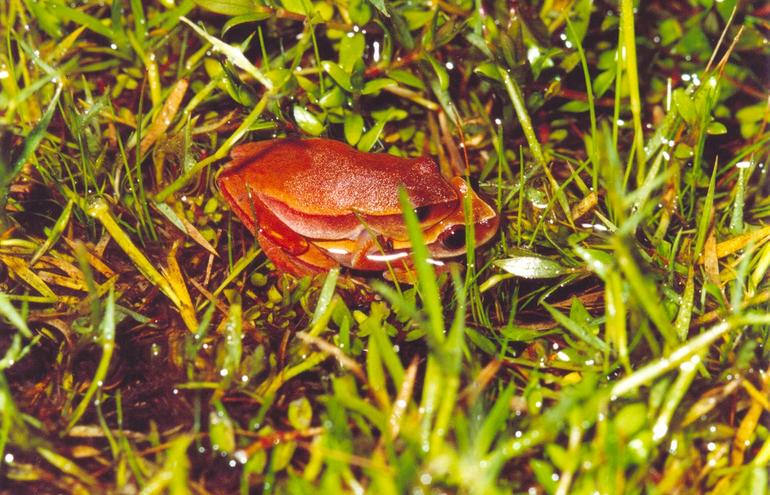
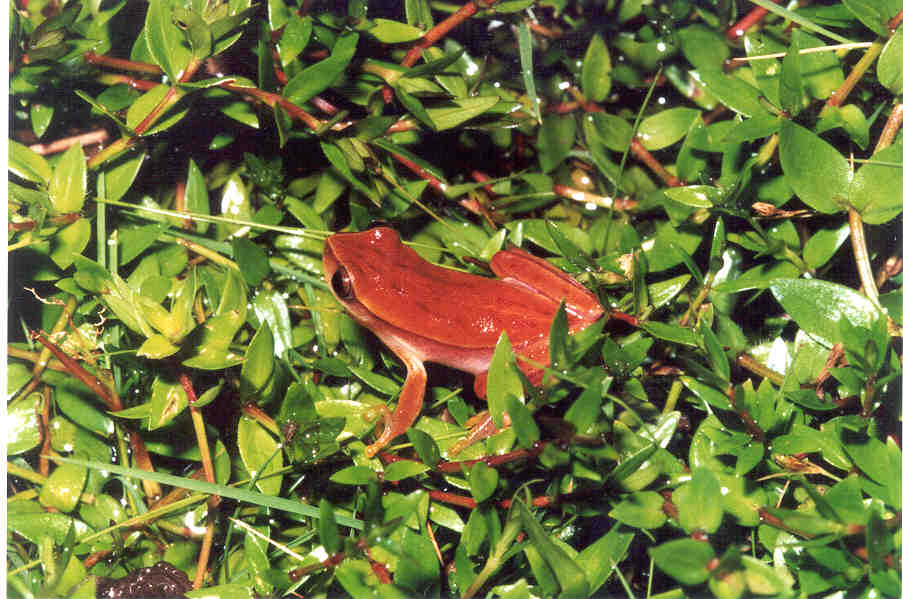